# Hugo Ulrich
Hugo Ulrich (ur. 26 listopada 1827 w Opolu, zm. 23 marca 1872 w Berlinie) – niemiecki romantyczny kompozytor, pianista, pedagog muzyczny i aranżer.

## Życiorys

### Dzieciństwo i młodość
Hugo Ulrich urodził się 23 listopada 1827 w Opolu, gdzie jego ojciec wykładał muzykę w Królewskim Katolickim Gimnazjum. Dziecko otrzymało katolicki chrzest w parafii św. Krzyża. Oboje rodzice byle zagorzałymi melomanami; ojciec jako pianista oraz nauczyciel muzyki, matka zaś szanowana była jako wybitna śpiewaczka arii Mozarta. Tak więc dziecko od kołyski chłonęło muzykalną atmosferę swego domu rodzinnego, co wywarło niezaprzeczalny wpływ na cale jego życie. Tu też pobierał pierwsze lekcje muzyki. Gdy chłopiec miał dziewięć lat, zmarł nieoczekiwanie jego ojciec. Wówczas o jego muzyczną edukacje zatroszczył się przełożony ojca, Kotzoldt, dyrektor opolskiego gimnazjum. Kotzoldt uczył chłopca gry na fortepianie oraz na organach i bardzo szybko rozpoznał u młodego Ulricha jego nadzwyczajny talent. Później utorował mu drogę edukacji zawodowego muzyka.
W wieku dwunastu lat chłopiec stracił również matkę, przez co stał się sierotą bez środków do życia. Dlatego kontynuował potem naukę w katolickim gimnazjum św. Macieja (obecnie gmach Ossolineum) we Wrocławiu, gdzie otrzymał darmowe lekcje i utrzymanie, w zamian za co musiał grać na organach oraz śpiewać jako altysta w szkolnych nabożeństwach. Lekcji muzyki udzielali mu tutaj Johann Theodor Mosewius oraz wrocławski kompozytor i organista katedralny Moritz Brosig. Ku wielkiemu smutkowi swego opiekuna Kotzoldta oraz rodziny cenił muzykę ponad inne przedmioty, co zostało powodem przeniesienia krnąbrnego młodzieńca na gimnazjum w Głogowie w 1846 roku. W tym samym jeszcze roku „zdał tam szczęśliwie swój egzamin maturalny”, po czym wyjechał do Berlina, by podjąć tam studia muzyki.

### Studia
Wierząc w talent swego wychowanka Mosewius polecił młodego Ulricha najznamienitszemu wówczas berlińskiemu profesorowi muzyki Marxowi. Ten jednak nie przyjął go na ucznia tylko dlatego, że Ulrich nie był w stanie zapłacić mu żądanego honorarium. Ale na polecenie Giacomo Meyerbeera (ówczesnego dyrektora muzycznego Opery Berlińskiej), przyjął go za ucznia nie mniej szanowany teoretyk muzyki i nauczyciel kompozycji na zasadach kontrapunktu Siegfried Dehn. U niego Ulrich studiował ponad dwa lata.

### Życie twórcze
Obcowanie z prof. Dehnem dało Ulrichowi tyle natchnienia i zapału, że Hugo Ulrich wówczas zaczął publikować własne kompozycje wykazując przy tym spore ambicje. W uznaniu zasług swego ucznia nauczyciel zadedykował mu swoje pierwsze opublikowane dzieło kameralne (Trio op. 1). Ogólne uznanie uzyskały również dwie pierwsze symfonie Ulricha: w 1852 ukazała się pierwsza symfonia h-moll, którą grano jeszcze długo w najświetniejszych salach koncertowych w całych Niemczech. Druga z kolei symfonia, zwana „Symphonie Triomphale”, zdobyła w 1853 roku Grand Prix Belgijskiej Akademii Królewskiej w Brukseli. Podczas publicznej premiery, na którą Ulrich przyjechał specjalnie do Brukseli, publiczność świętowała go frenetycznymi owacjami. Również następne koncerty w innych miastach kończyły się podobnym sukcesem. Wtedy to Hugo Ulrich po raz pierwszy poczuł się uznanym artystą wiodącym odpowiedni tryb życia. Podczas gdy publiczność niecierpliwie oczekiwała kolejnych dzieł młodego kompozytora, nkt by nie przypuszczał, że to właśnie jego owe dwie symfonie były już szczytem jego sławy. Z pewnością Ulrich chciał przebić oczekiwania krytyków oraz publiczności, której to oczekiwania przygniatały go psychiczną presją w czasach, kiedy młodych talentów nie brakowało.
Pech, zazdrość, nieżyczliwość oraz (ponoć) dziwaczny charakter Ulricha uniemożliwiły mu awans do zamkniętego grona współczesnych mu „wielkich muzyków”. Wielkich talentów wówczas nie brakowało, ale bez majątku własnego lub sponsora trudno było prowadzić życie zawodowego kompozytora. Ulrich sam zaś – wedle świadectw współczesnych mu biografów – również nie chciał się z nikim wiązać ni uzależniać. Równocześnie prawo autorskie nie było na tyle rozwinięte, by stale mógł profitować ze swych kompozycji i aranżacji. Dlatego nawet w czasach swych największych sukcesów borykał się z problemami finansowymi.
Dzięki środkom zdobytym przez sukcesy swych symfonii Ulrich mógł roku wreszcie wyjechać do Włoch, kraju jego romantycznych marzeń. Dotarł tam we wrześniu 1855 roku z głową pełną ambitnych planów nowych utworów. Przebywał w Wenecji, Turynie, Genui, Rzymie i Mediolanie. Natchniony przez ten „kraj cudów” Ulrich rozpoczął nowe projekty, między innymi zaczął komponować swą pierwszą opere »Bertran de Born«, dla której tekst napisał mu jego krajan, Max Ring. Prace te jednak przerwał, gdyż musiał nagle wracać do Niemiec.
W marcu 1858 roku Hugo Ulrich powrócił do Berlina, stracił jednak swój twórczy zapał. Trudno powiedzieć, czy przyczyną tej twórczej blokady były jego skryte, lecz ogromne ambicje, czy też obawiał się porównania ze znamienitymi konkurentami lub werdyktu krytyków. Bardzo przygnębiały go również niezbyt przychylne recenzje jego pieśni. W każdym razie między lutym 1859 i kwietniem 1862 nauczał kompozycji na Konserwatorium Juliusa Sterna. Do jego nielicznych znanych uczniów należał wówczas Hermann Goetz. Pracy tej jednak szybko zaniechał. Powodem tej decyzji była prawdopodobnie owa bolesna choroba nerek, której w końcu uległ. Odtąd pracował już tylko w swym mieszkaniu pisząc aranżacje na fortepian popularnych wówczas utworów, które przesyłał swym wydawcom (Leupertz we Wrocławiu oraz C.F. Peters w Lipsku). Prace te należą po dziś dzień do najlepszych w tej kategorii, Ulrichowi jednak wiodło się coraz gorzej. Z biegiem czasu pracował prawie nie opuszczając łóżka. W międzyczasie pracował jeszcze ostatkiem sil nad dokończeniem swej opery, rozpoczął również prace nach swą trzecią symfonią G-dur. Hugo Ulrich zmarł w wielki 45 lat, najprawdopodobniej (według Mendel-Reissmann) 23 marca 1872 roku. Niektóre źródła podają jednak 23 maja 1872 jako dzień śmierci Ulricha. Hugo Ulrich został pochowany na katolickim cmentarzu przy Liesenstrasse w berlińskiej dzielnicy Wedding.

## Osiągnięcia
Hugo Ulrich był znany i szanowany wśród swych współczesnych jako „jeden z najbardziej utalentowanych współczesnych kompozytorów”, jak to Hermann Mendel formułował w swym leksykonie, gdzie poświęcił Ulrichowi do dziś najobszerniejszą notatkę biograficzną. Hugo Ulrich jest autorem licznych aranżacji (ponad 200 utworów) na dwie lub cztery ręce na fortepian. Szczególnym uznaniem cieszyła się jego symfonia C-dur (tzw. „Symphonie Triomphale“), nagrodzona przez Królewską Akademię Belgijską kwotą 1500 franków. Miała ona prapremierę 27 września 1853 w Brukseli w ramach uroczystości weselnych Księcia Brabancji i późniejszego Króla Belgii Leopolda z Marią-Henriettą.